# Weidach (Bergen)
Weidach ist ein Ortsteil der Gemeinde Bergen im oberbayerischen Landkreis Traunstein. Der Weiler liegt circa einen Kilometer westlich von Bergen.

## Bevölkerungsentwicklung
| Jahr      | 1871 | 1925 | 1950 | 1970 | 1987 |
| Einwohner | 54   | 25   | 33   | 16   | 26   |

## Baudenkmäler
Siehe auch: Liste der Baudenkmäler in Weidach
- Kleinbauernhaus, erbaut 1851
- Getreidekasten, erbaut im 18. Jahrhundert